# Gracchus Babeuf
François Noël Babeuf, beter bekend onder de naam Gracchus Babeuf (Saint-Quentin (Aisne), 23 november 1760 – Parijs, 27 mei 1797) was een journalist en agitator ten tijde van het Directoire, in de nadagen van de Franse Revolutie. Hij formuleerde in zijn krant Le tribun du peuple communistische theorieën, die tot een maatschappij van gelijken moesten leiden en wilde een proletarische dictatuur vestigen. Friedrich Engels en Karl Marx beschouwden zijn Conjuration des Égaux als de eerste communistische partij.

## Biografie
Babeuf was de zoon van een gedeserteerde officier in Franse dienst, die in dienst trad van Maria Theresia van Oostenrijk, en in 1755 terugkeerde naar Frankrijk. Op 16-jarige leeftijd werd zijn zoon aangenomen op een notariskantoor. Babeuf werkte in Roye niet ver van Arras, waar Robespierre en Fouché zich voorbereidden op een omwenteling. Babeuf moest land opmeten en feodale rechten verdedigen, maar hij werd beïnvloed door de ideeën van Jean-Jacques Rousseau en schreef in 1787 een Cadastre perpétuel (Eeuwig kadaster), waarin hij zijn visie op de grondbelasting en collectieve boerderijen uiteenzette.
Babeuf werd benoemd in de gemeenteraad van Montdidier (Somme). Hij zat echter al gauw zonder werk vanwege valsheid in geschrifte, in een poging grondbezit aan iemand anders toe te wijzen. Hij vluchtte in februari 1793 naar Parijs en bekommerde zich tijdelijk om het Bataafs Legioen. Op 23 augustus werd hij bij verstek tot twintig jaar gevangenis veroordeeld. In november werd hij gevangengezet en leerde daar zijn medestander Filippo Buonarroti kennen. Hij werd in juli 1794 vrijgelaten.
Na de val van Robespierre trad hij voor het eerst voor het voetlicht met het blad: Journal de la Liberte et de la Presse en publiceerde een boek over de mannen van het Schrikbewind, waarin hij Carrier, de beul van Nantes, aanviel. Vanwege allerlei uitwassen en conservatieve maatregelen richtte hij zich onder het pseudoniem Gajus Grachus tegen de toenmalige regering (Comité de Salut Public) en manifesteerde zich als een nieuwe Jean-Paul Marat. Veel arbeiders werkten 16 uur per dag voor een hongerloon en gaven de voorkeur aan staken. Waarschijnlijk hernieuwde Babeuf in deze tijd zijn kennismaking met Joseph Fouché, die hem zou assisteren en raad geven. In januari 1795 riep hij de Sansculotten op tot opstand en liet zijn oordeel over de Terreur varen. Babeuf pleitte in juli voor opheffing van privébezit van grond.
Op 16 november 1795 richtte Babeuf met Buonarroti een club op in een onderaardse kapel van het Pantheon in Parijs. Deze Union du Pantheon had op haar hoogtepunt ongeveer tweeduizend leden. Babeuf publiceerde vijf decreten, vanwege de algemene heersende ontevredenheid. Door de speculatie, onder andere in de oorlogsindustrie was een rijke bovenlaag ontstaan in Frankrijk, maar in Parijs leefden een half miljoen mensen in armoede. Hij propageerde arbeid tot het zestigste jaar; kost zou worden verschaft in openbare eetzalen, handel met het buitenland zou slechts worden toegestaan aan de staat en in het binnenland zou het geld moeten worden afgeschaft. Op 5 december werd een nieuw arrestatiebevel tegen hem uitgevaardigd en Babeuf dook onder. De club in het Pantheon werd in februari 1796 gesloten door Napoleon Bonaparte.
Babeuf kwam tot de conclusie dat het onmogelijk was om de maatschappij te veranderen zonder dat er geweld aan te pas kwam. Met enkele vrienden vormde hij op 30 maart een geheim Directoire secret de salut public, een soort tegenregering. Volgens de historicus Adolphe Thiers propageerde Babeuf nieuwe Septembermoorden. Babeuf sloot een bondgenootschap met een groep jacobijnen, waarbij de jacobijnen van Babeuf eisten dat de Franse grondwet van 1793 zou worden ingevoerd. Babeuf was kritisch over de erkenning van het privé-eigendom in de Franse grondwet van 1793, maar zag deze grondwet als een noodzakelijk kwaad om zich de steun van de jacobijnen te verzekeren. Het plan van Babeuf was om de macht te grijpen met de steun van het proletariaat. De nieuwe regering onder leiding van Babeuf zou parlementsverkiezingen moeten organiseren. In de periode tussen de staatsgreep en de verkiezingen zou de regering het eigendom van de aristocratie en vijanden onteigenen. Ook zou de regering het erfrecht afschaffen zodat na tientallen jaren alle productiemiddelen staatseigendom zouden worden. Alle geproduceerde goederen zouden verdeeld worden door de overheid aan iedere inwoner. Het deïsme zou als staatsgodsdienst fungeren.
Een nieuwe revolutie op 11 mei (22 Floréal) moest de economische ongelijkheid en het geluk voor allen herstellen. Met brochures en plakkaten werd in de fabrieken en wijken actie gevoerd. De zaak werd verraden en op 10 mei 1796 werden hij en zijn medestanders gevangengenomen op bevel van Lazare Carnot. Na twee pogingen hen te bevrijden werden de gevangenen in juni overgebracht naar Vendôme. Emmanuel Joseph Sieyès sprak zich in augustus al uit over de doodstraf voor Babeuf. Het proces onder Pierre Louis de Lacretelle begon in februari en duurde drie maanden. Babeuf verklaarde voor de rechters dat de revolutie van 1789 slechts een voorloper zou zijn van een veel grotere en nog meer ingrijpende, die aan alle ellende een einde zou maken.
Babeuf werd op 26 mei 1797 ter dood veroordeeld vanwege zijn rol in de Conjuration des Égaux (samenzwering van de gelijken). Zeven anderen werden gestraft met deportatie naar Cayenne in de toenmalige strafkolonie Frans-Guyana, waaronder Pichegru; 56 burgers werden vrijgesproken. Hij werd bloedend naar het schavot gebracht in Vendôme, nadat hij en Darthé hadden geprobeerd zelfmoord te plegen.
Buonarroti publiceerde in 1828 de geschriften van Babeuf in Brussel.
- Bibsys: 96001221
- Biblioteca Nacional de España: XX956509
- Bibliothèque nationale de France: cb11889769d (data)
- CiNii: DA02999688
- Gemeinsame Normdatei: 118505467
- International Standard Name Identifier: 0000 0001 2134 7618
- Library of Congress Control Number: n79084453
- Bibliotheek van het Japanse parlement: 00620309
- Nationale Bibliotheek van Tsjechië: jn20000400046
- Nationale bibliotheek van Australië: 35011498
- Nationale Bibliotheek van Israël: 987007258050305171
- Nationale Bibliotheek van Polen: a0000001194838
- Nationale en Universitaire bibliotheek Zagreb: 000099504
- Nederlandse Thesaurus van Auteursnamen: 069390177
- Réseau des bibliothèques de Suisse occidentale: 02-A012348645
- LIBRIS: 176961
- SNAC: w64r153f
- Système universitaire de documentation: 027311031
- Trove: 789023
- Virtual International Authority File: 59078391
- WorldCat: E39PBJjHfvvGc4XTrC87dCR3Qq